# Mark McNally
Mark Thomas McNally, né le 20 juillet 1989 à Fazakerley (en), est un coureur cycliste britannique. Il a été champion d'Europe de poursuite par équipes juniors en 2007 et espoirs en 2008.

## Palmarès sur piste

### Championnats d'Europe
- Cottbus 2007
  -  Champion d'Europe de la poursuite par équipes juniors (avec Adam Blythe, Peter Kennaugh et Luke Rowe)
- Pruszkow 2008
  -  Champion d'Europe de la poursuite par équipes espoirs (avec Steven Burke, Peter Kennaugh et Andrew Tennant)

## Palmarès sur route

### Par années
- 2004

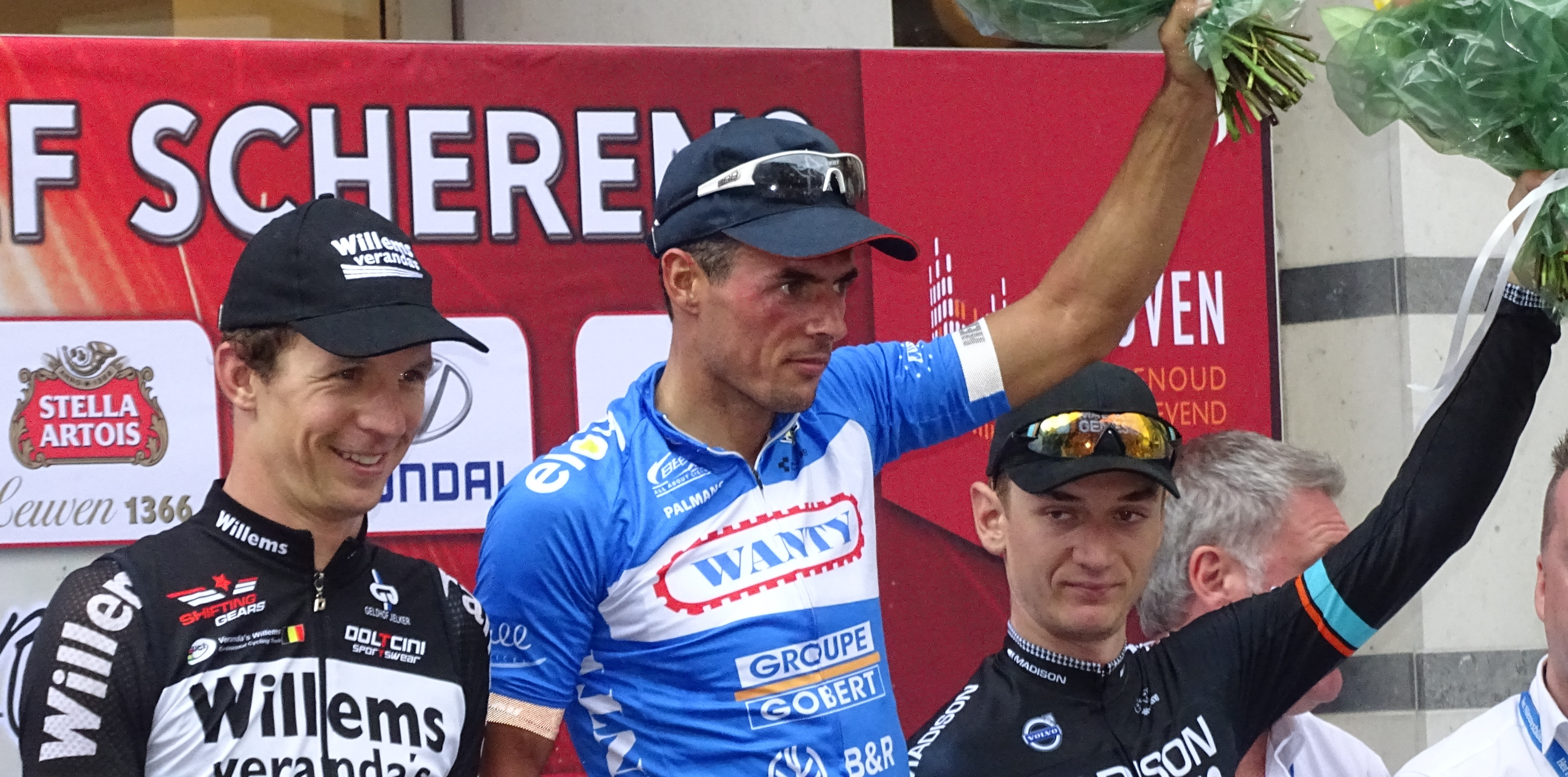
Podium de l'édition 2015 du Grand Prix Jef Scherens : Dimitri Claeys (2e), Björn Leukemans (1er) et Mark McNally (3e).

  -  Champion de Grande-Bretagne sur route cadets
- 2009
  - 3e du Beaumont Trophy
- 2011
  - Classement général de la Mi-août en Bretagne
  - 2e de Zellik-Galmaarden
  - 3e du Circuit du Houtland
  - 3e du Grand Prix Raf Jonckheere
- 2012
  - 3e de Zellik-Galmaarden
- 2014
  - 3e de l'East Midlands International Cicle Classic
- 2015
  - 3e du championnat de Grande-Bretagne sur route espoirs
  - 3e du Grand Prix Jef Scherens
- 2016
  - 2e du Tour de Drenthe

### Classements mondiaux
| Année           | 2010 | 2011 | 2012 | 2013 | 2014 | 2015 |
| --------------- | ---- | ---- | ---- | ---- | ---- | ---- |
| UCI Europe Tour | 857e | 103e | 481e | 775e | 457e | 410e |